# Фріз Ірина Василівна
Іри́на Васи́лівна Фрі́з (нар. 25 вересня 1974, Євпаторія, Кримська область) — український політик, народний депутат України VIII та IX скликань. Член партії «Європейська Солідарність».
Міністр України у справах ветеранів в уряді Володимира Гройсмана (2018—2019).

## Освіта
2003 року закінчила з відзнакою факультет теорії та історії мистецтва Національної академії образотворчого мистецтва і архітектури.
2015 року вступила на заочну форму до НАДУ на спеціальність «Управління суспільним розвитком».

## Кар'єра
- Червень 1997 — листопад 2001 — мистецтвознавець сучасного християнського мистецтва Кримського Республіканського Фонду «Мистецтво в ім'я Христа», Євпаторія[3].
- Грудень 2001 — жовтень 2002 — фахівець по зв'язках з громадськістю Української асоціації імпортерів та експортерів.
- Жовтень 2002 — квітень 2003 — заступник директора підприємства «Інформаційний сервіс».
- Травень 2003 — березень 2005 — помічник народного депутата України Петра Порошенка (на громадських засадах)[4].
- Березень 2005 — серпень 2006 — помічник Секретаря Ради національної безпеки і оборони України, завідувач прессектору Служби Секретаря Ради національної безпеки і оборони України[5].
- Серпень 2006 — червень 2007 — помічник-консультант Петра Порошенка, народного депутата України Апарату ВРУ (з поширенням дії Закону України «Про державну службу»).
- Травень 2008 — січень 2013 — провідний спеціаліст Апарату Ради НБУ.
- Вересень 2013 — червень 2014 — прессекретар ТОВ «Інтерстарч Україна».
- Червень — серпень 2014 — керівник Головного управління суспільних комунікацій та інформації Адміністрації Президента України, Київ[6].
- Серпень — грудень 2014 — керівник Головного департаменту інформаційної політики Адміністрації Президента України.
- 22 листопада 2018 року Верховна Рада України призначила народного депутата від фракції політичної партії «Блок Петра Порошенка» Ірину Фріз на посаду міністра у справах ветеранів[7][8].

Міністерство створюється на базі Державної служби України у справах ветеранів.
Є колумністом УНІАН.

## Парламентська діяльність
- 27 листопада 2014 року — народний депутат України, фракція Блоку Петра Порошенка. Пройшла до ВРУ по списку Блок Петра Порошенка «Солідарність» під № 30.

У Верховній Раді обіймає посади:
- Голова підкомітету з питань безпеки державних інформаційних систем Комітету Верховної Ради України з питань національної безпеки і оборони
- Член Постійної делегації у Парламентській асамблеї ГУАМ
- Заступник члена Постійної делегації у Парламентській асамблеї Організації з безпеки та співробітництва в Європі
- Член груп з міжпарламентських зв'язків з Федеративною Республікою Німеччина, Італійською Республікою, Сполученим Королівством Великої Британії та Північної Ірландії, Китайською Народною Республікою, Французькою Республікою, Сполученими Штатами Америки.

Ірина Фріз є автором законопроєкту, згідно з яким російські журналісти позбулися акредитації в державних органах влади.
Також вона є ініціаторкою законопроєкту про регламентацію використання мобільного зв'язку військовослужбовцями України в зонах ведення бойових дій для запобігання наведенню вогню противника за координатами випромінення телефонів.
З 2019 — Народний депутат України IX скликання (№ 13 у списку партії «Європейська Солідарність»). Колишній член Комітету Верховної Ради з питань антикорупційної політики. 
З травня 2023 року є членом Комітету Верховної Ради з нацбезпеки, оборони та розвідки, у листопаді того ж року  ініціювала питання про зняття Безуглої з посади голови підкомітету з цивільного нагляду та контролю.

### Співпраця зНАТО
9 вересня 2016 року Ірина Фріз очолила постійну делегацію України в Парламентській асамблеї НАТО.
9 листопада 2016 року під час зустрічі з Канцлером ФРН Ангелою Меркель передала відеопрезентацію про російські війська на Донбасі, що була спеціально підготовлена міжнародною волонтерською спільнотою InformNapalm.
У грудні 2016 року в штаб-квартирі НАТО в Брюсселі представила доповідь про розміщення озброєння РФ в Криму, перевалку російської зброї з півострова до Сирії та використання регіону для військової конфронтації з країнами-членами НАТО.
На весняній сесії ПА НАТО в Тбілісі Ірина Фріз доповіла про зв'язки Російської Федерації з терористичними організаціями на Близькому Сході.
У листопаді 2016 року у Брюсселі під час засідання Міжпарламентської Ради Україна-НАТО представила доповідь про підривні інформаційно-психологічні операції Росії у соціальних мережах.
У липні 2017 року на семінарі Rose-Roth у межах ПА НАТО в Києві розповіла про використання Росією окупованих територій на пострадянському просторі.
У жовтні 2017 року домоглася рішення ПА НАТО про проведення весняної сесії 2020 року вперше в Києві.
Автор закону про внесення змін до законодавства із відновлення курсу України на членство в НАТО.

### Створення Сил спеціальних операцій
У квітні 2015 року приєдналася до робочої групи при Адміністрації Президента України з розробки Концепції Сил Спеціальних операцій Збройних Сил України. До неї увійшли представники Генерального Штабу, ветерани СпН, Інституту стратегічних досліджень при Президенті України, ГУР МО.
2016 року очолила робочу групу українського парламенту з розробки проєкту закону «Про внесення змін до деяких законів України щодо Сил спеціальних операцій (ССО) Збройних Сил України».
7 липня 2016 року законопроєкт підтримано 249 народними депутатами, давши, таким чином, правові підстави для діяльності цього роду сил Збройних Сил України.
9 листопада 2017 Ірина Фріз ініціювала законопроєкт «Про внесення змін до Закону України „Про оборону України“ щодо деяких питань підготовки держави до оборони», яким функції ССО з ведення спеціальної розвідки та військових інформаційно-психологічних операцій розповсюджується на загрозливий період (мирний час).

### «Україна-Солідарність-НАТО»
Ірина Фріз започаткувала партійний проєкт БПП «Україна-Солідарність-НАТО». Однією зі складових проєкту «Україна-Солідарність-НАТО» є роз'яснювальна робота про діяльність Альянсу та руйнування неправдивих міфів про НАТО, які створює та поширює російська пропаганда.
У межах проєкту ведеться роз'яснювальна робота про діяльність Альянсу та руйнування неправдивих міфів про НАТО, які створює та поширює російська пропаганда.
У 2017 році проєктом реалізовані регіональні семінари «НАТО Формула безпеки», що пройшли у Вінниці, Тернополі, Дніпрі, Харкові, Одесі.
В травні 2017 року в Тбілісі (Грузія) відбулася Міжнародна конференція «Україна-Грузія-НАТО: Актуальні питання поглиблення співробітництва» за участі представників Верховної Ради України, Міністерства оборони України, Парламенту Грузії, Офісов НАТО в Україні та Грузії, делегатів ПА НАТО. Метою конференції було визначення дієвих механізмів поглиблення взаємодії України та Грузії щодо реалізації спільних стратегічних цілей у межах співпраці з Альянсом.

### МФО «Рівні можливості»
У межах діяльності міжфракційного об'єднання «Рівні можливості» Ірина Фріз займається питаннями гендерної рівності жінок-військовослужбовців в збройних формуваннях України. Виступає за скасування обмеження для жінок і запровадження рівних з чоловіками вікових умов проходження військової служби за контрактом.
Є співавтором законопроєкту № 6109 «Про внесення змін до деяких законів України щодо забезпечення рівних прав і можливостей жінок і чоловіків під час проходження військової служби у Збройних Силах України та інших військових формуваннях».

### Боротьба з російською пропагандою
2016 року Ірина Фріз зареєструвала законопроєкт № 0090 «Про денонсацію Угоди між Кабінетом Міністрів України і Урядом Російської Федерації про заснування та умови діяльності інформаційно-культурних центрів».[джерело?]
Втім через ризики втрати державного майна України він був тимчасово відкликаний.
2017 року подала законопроєкт № 0162 «Про денонсацію Угоди між Кабінетом Міністрів України і Урядом Російської Федерації про заснування та умови діяльності інформаційно-культурних центрів».

## Рейтинги
- 40 позиція рейтингу «100 найвпливовіших жінок України 2017 року» журналу «Фокус»[32]
- 33 позиція рейтингу «100 найвпливовіших жінок України 2016 року» журналу «Фокус»[32]
- 10 місце серед найефективніших депутатів за версією журналу «Фокус» 2016 року[33]
- 36 позиція рейтингу «100 найвпливовіших жінок України 2015 року» журналу «Фокус»[32]
- 28 позиція рейтингу «100 найвпливовіших жінок України 2014 року» журналу «Фокус»[32]
- 49 місце рейтингу депутатів Верховної Ради VIII скликання на основі їх голосувань за найважливіші реформаторські закони за версією Voxukraine[34]

## Сім'я
- Чоловік: Анатолій Баронін, очільник української бізнес-аналітичної групи Da Vinci AG.
- Діти: Сини Марк і Ерік[35].
- Мешкає в селі Чайки під Києвом.[36]

#### Декларація
- Е-декларація [Архівовано 23 листопада 2018 у Wayback Machine.]